# زتا مار باریک
زتا مار باریک یک ستاره است که در صورت فلکی مار باریک قرار دارد.